# Destination séries
Destination séries est une émission de télévision documentaire française, en épisodes de 30 minutes, réalisée par Philippe Appietto, créée et présentée par Alain Carrazé et Jean-Pierre Dionnet du 20 septembre 1992 au 1999; ce dernier est remplacé par Alexandra Pic du 26 septembre 1999 au 17 juin 2001 sur Canal Jimmy.
Ce magazine bimensuel est consacré aux séries télévisées. Depuis ses débuts, Destination séries a toujours su nous présenter des dossiers de qualité, à l'image de leur chaîne, en particulier à une époque où la documentation et les informations sur les séries étaient très rare, et où les amateurs de séries étaient regardés comme des gens un peu simples. L'émission est née grâce à la passion d'Alain Carrazé, et à sa prodigieuse collection de documents et de collectibles. Parmi les nombreux chroniqueurs, on se souviendra de Christophe Petit, et Kiko.

## Épisodes

### Saison 1
1. « Les séries western » (1, 20/3/1992)
2. Titre inconnu (2, 03/4/1992)
3. « “The Invaders”, “Outer Limits” » (3, 17/4/1992)
4. Titre inconnu (4, 01/5/1992)
5. « The Prisoner » (5, 15/5/1992)
6. « M*A*S*H » (6, 29/5/1992)
7. « “Twin Peaks”, ”Dream on” » (7, 12/6/1992)
8. « Les séries de super-héros » (8, 26/6/1992)
9. « Star Trek » (9, 10/7/1992)
10. « “Thunderbirds”, “The Twilight Zone” » (10, 24/7/1992)
11. « The Avengers » (11, 07/8/1992)
12. Titre inconnu (12, 21/8/1992)

### Saison 2
1. Titre inconnu (13, 04/9/1992)
2. « “21 Jump Street”, “Les Rebelles” » (14, 18/9/1992)
3. « Space 1999 » (15, 02/10/1992)
4. « Les privés, Mike Hammer » (16, 16/10/1992)
5. « “The Time Tunnel”, “The Land of the Giants” » (17, 30/10/1992)
6. « “The Fugitive”, Quinn Martin » (18, 13/11/1992)
7. « The Persuaders » (19, 27/11/1992)
8. « Northern Exposure » (20, 11/12/1992)
9. « Kung Fu » (21, 25/12/1992)
10. « The Outer Limits » (23, 22/1/1993)
11. Titre inconnu (24, 05/2/1993)
12. Titre inconnu (25, 19/2/1993)
13. Titre inconnu (26, 05/3/1993)
14. Titre inconnu (27, 19/3/1993)
15. « Danger Man » (28, 02/4/1993)
16. « Steven Bochco » (29, 16/4/1993)
17. « “The Man from U.N.C.L.E.”, “Highlander” » (30, 30/4/1993)
18. Titre inconnu (31, 14/5/1993)
19. Titre inconnu (32, 28/5/1993)
20. Titre inconnu (33, 11/6/1993)
21. Titre inconnu (34, 25/6/1993)
22. « Road 66 » (35, 09/7/1993)
23. « Séries d'horreur » (36, 23/7/1993)
24. « Alf » (37, 06/8/1993)
25. « 77 Sunset Strip » (38, 20/8/1993)

### Saison 3
1. « Bad Guy » (39, 03/9/1993)
2. « Wanted, Dead or Alive » (40, 17/9/1993)
3. « Code Quantum » (40, 24/9/1993)
4. « The Twilight Zone » (41, 01/10/1993)
5. « Simpsons » (42, 15/10/1993)
6. « The Avengers » (43, 05/11/1993)
7. « Réalisateurs de cinéma » (44, 19/11/1993)
8. « Mission: Impossible » (45, 03/12/1993)
9. « The Saint » (46, 17/12/1993)
10. « Alien Nation » (47, 01/1/1994)
11. « Columbo » (48, 14/1/1994)
12. « Star Trek » (49, 28/1/1994)
13. « Knot Landings » (50, 11/2/1994)
14. « Soap » (51, 25/2/1994)
15. Titre inconnu (52, 1994)
16. Titre inconnu (53, 1994)
17. Titre inconnu (54, 1994)
18. Titre inconnu (55, 1994)
19. Titre inconnu (56, 1994)
20. « Spécial Twin Peaks » (57, 17/6/1994)
21. Titre inconnu (58, 1994)
22. « Soap opera » (59, 15/7/1994)
23. « The Muppet Show » (59, 15/7/1994)
24. Titre inconnu (60, 29/7/1994)
25. Titre inconnu (61, 12/8/1994)
26. « Les serials » (62, 26/8/1994)

### Saison 4
1. « Absolutely Fabulous » (63, 09/9/1994)
2. Titre inconnu (64, 23/9/1994)
3. « Thriller » (65, 07/10/1994)
4. « Clair de lune » (66, 21/10/1994)
5. « Zorro » (67, 04/11/1994)
6. « Martin Landau » (68, 18/11/1994)
7. « Flipper, David Crocket » (69, 02/12/1994)
8. « Mike Post » (70, 16/12/1994)
9. « Police Story » (71, 30/12/1994)
10. « Orage de la guerre » (73, 27/1/1995)
11. « The Invaders » (74, 10/2/1995)
12. « Sherlock Holmes » (75, 24/2/1995)
13. « Roger Kay » (76, 10/3/1995)
14. « Star Trek » (77) [1/1] (24/3/1995)
15. « Star Trek » (78) [2/2] (07/4/1995)
16. « E.R. » (79, 21/4/1995)
17. Titre inconnu (80, 05/5/1995)
18. « The X-Files » (81, 19/5/1995)
19. « Monty Python » (82, 02/6/1995)
20. « Dr Who » (83, 16/6/1995)
21. Titre inconnu (84, 30/6/1995)
22. « M*A*S*H » (85, 14/7/1995)
23. « Kung Fu » (86, 28/7/1995)
24. « Road 66 » (87, 11/8/1995)
25. Titre inconnu (88, 25/8/1995)

### Saison 5
1. « N.Y.P.D. Blue » (89, 08/9/1995)
2. Titre inconnu (90, 22/9/1995)
3. « Picket Fences » (91, 06/10/1995)
4. « Rod Serling » (92, 20/10/1995)
5. « Vidocq » (93, 03/11/1995)
6. « Seinfeld » (94, 17/11/1995)
7. « The Outer Limits » (95, 15/12/1995)
8. Titre inconnu (96, 29/12/1995)
9. « Kojak » (97, 12/1/1996)
10. « Dream on » (98, 26/1/1996)
11. « Animations pour adulte : “Red & Stimpies”, “The Simpsons” » (99, 09/2/1996)
12. « Voyage aux USA » (100, 23/2/1996)
13. « Friends » (101, 22/3/1996)
14. Titre inconnu (102, 05/4/1996)
15. « Absolutely Fabulous » (103, 19/4/1996)
16. « Science-fiction » (104, 03/5/1996)
17. Titre inconnu (105, 17/5/1996)
18. « Rocambole » (106, 31/5/1996)
19. « NATPE » (107, 14/6/1996)
20. « Les acteurs » (108, 28/6/1996)
21. « Max Headroom » (109, 12/7/1996)
22. « Beauty and the Beast » (110, 26/7/1996)
23. « “The Fugitive” et autres adaptations cinéma » (111, 09/8/1996)
24. « Rocambole » (112, 23/8/1996)

### Saison 6
1. « Des Américains à Paris » (113, 06/9/1996)
2. « The Muppet Show » (114, 20/9/1996)
3. « Hercules » (115, 04/10/1996)
4. Titre inconnu (116, 18/10/1996)
5. Titre inconnu (117, 01/11/1996)
6. « Red Dwarf » (118, 15/11/1996)
7. « Millennium » (119, 29/11/1996)
8. « Épisode spécial : diffusion de “Star Trek, the Next Generation” » (119, 10/12/1996)
9. « Mad about You » (120, 13/12/1996)
10. « Tarzan » (121, 27/12/1996)
11. « My So-Called Life » (122, 10/1/1997)
12. « Father Ted » (123, 24/1/1997)
13. « Party of Five » (124, 07/2/1997)
14. « NATPEE, Sinbad » (125, 21/2/1997)
15. « Star Trek, First Contact » (126, 07/3/1997)
16. « Séries australiennes » (127, 21/3/1997)
17. « Due South » (128, 04/4/1997)
18. « Chris Carter, Claire Danes » (129, 19/4/1996)
19. « Robert Butler » (130, 02/5/1997)
20. « Murphy Brown, Diane English, “Asteroid” » (131, 16/5/1997)
21. « Séries féminines » (132, 30/5/1997)
22. « Les femmes flics dans les séries françaises » (133, 13/6/1997)
23. « “The Man from U.N.C.L.E.”, “The Odyssey” » (134, 27/6/1997)
24. « Seinfeld » (135, 13/7/1997)
25. « Cinéma et séries télévisées » (136, 27/7/1997)
26. « Picket Fences » (137, 10/8/1997)

### Saison 8
1. « Married with Children » (138, 05/9/1997 21:15)
2. « “E.R.”, “P.J.” » (139, 19/9/1997 21:20)
3. « La rentrée 1997-1998 sur les chaînes US » (140, 03/10/1997 21:20)
4. « The Naked Truth » (141, 17/10/1997 21:20)
5. « The Monkees » (142, 31/10/1997 21:20)
6. « Spawn » (143, 14/11/1997 21:20)
7. « Brian Clemens » (144, 28/11/1997 21:20)
8. « Claire Danes » (145, 12/12/1997)
9. « 1997, les évènements et les tendances marquantes de l'année » (146, 26/12/1997)
10. « N.Y.P.D. Blue » (147, 09/1/1998)
11. Titre inconnu (148, 23/1/1998)
12. « Dawson, Charmed » (180, 02/5/2000 22:05)

### Saison 9
1. South Park / Profiler (186, 26/9/1999 23:05)
2. Titre inconnu (187, 13/10/1999 20:30)
3. La rentrée américaine« La rentrée américaine 1999 » (188, 27/10/1999 20:30)
4. Spécial Robert Conrad (189, 10/11/1999 20:30)
5. La Famille Addams / ABC (190, 24/11/1999 20:30)
6. Spécial Profit (190, 01/12/1999 20:30)
7. CBS (191, 08/12/1999 20:30)
8. Titre inconnu (192, 22/12/1999 20:30)
9. David E. Kelley (193, 05/1/2000 20:30)
10. Les Shadoks (194, 19/1/2000 20:30)
11. « Barry Sonnenfeld, Saint-Elsewhere » (195, 02/2/2000 20:30)
12. Muppets Tonight et 3e planète après le Soleil « Third Rock from the Sun, Les Muppets » (196, 16/2/2000 20:30)
13. Le N. A. T. P. E. (197, 01/3/2000 20:30)
14. Malcolm In the Middle / Once & Again (198, 15/3/2000 20:35)
15. Now and Again (199, 29/3/2000 20:30)
16. Spécial Soprano (200, 12/4/2000 20:30)
17. That '70s Show« That '70s Show, Andreas Katsulas (G'Karr dans Babylon 5) » (201, 26/4/2000 20:35)
18. The 10th Kingdom (202, 10/5/2000 20:35)
19. Titre inconnu (204, 07/6/2000 20:35)
20. Jimmy est à vous[1]. Alain Carrazé y reçoit Bernard Golay. (205, 14/6/2000 20:30)
21. Best of (205, 16/6/2000 10:00)
22. Spécial été (206, 05/7/2000 20:30)

### Saison 10
1. Soirée de remise des Emmy Awards en direct (206, 11/9/2000 2:00)
2. Spécial Sopranos (206, 17/9/2000 19:30)
3. Spécial Rick Schroder (207, 08/10/2000 19:30)
4. CBS 2000 (208, 22/10/2000 19:35)
5. La rentrée de NBC (209, 05/11/2000 19:35)
6. Fox 2000 / 2001 (210, 19/11/2000 19:35)
7. Steve Van Zandt (211, 03/12/2000 19:35)
8. Patrick MacNee (212, 17/12/2000 19:35)
9. Le Club des gentlemen (213, 31/12/2000 19:35)
10. Spécial Spawn (213, 07/1/2001 19:35)
11. Dune (214, 14/1/2001 19:35)
12. Inspecteur Morse - Dark Angel (216, 11/2/2001 19:35)
13. NAPTE 2001 (217, 25/2/2001 19:35)
14. Farscape et Boston Public (218, 11/3/2001 19:35)
15. Robert Halmi (219, 25/3/2001 19:35)
16. Amy / Deuxième chance (220, 08/4/2001 19:30)
17. George Takei (221, 22/4/2001 19:30)
18. Titre inconnu (222, 06/5/2001 19:30)
19. Spécial Stephen J. Cannell (223, 20/5/2001 19:30)
20. Le Caméléon / X-Or (224, 03/6/2001 19:30)
21. C. S. I. / Fin de saison US (225, 17/6/2001 19:35)

## Commentaires
Certaines émissions avaient des titres. Lorsque ce n'était pas le cas, ou si le titre n'est pas connu, nous avons mis le sommaire entre guillemets.